# Madarász Flóris
Madarász Flóris (Nádasdladány, 1872. július 16. – Zirc, 1915. november 3.) - gimnáziumi tanár, író, irodalomtörténész.

## Élete
Madarász Flóris Géza 1872 július 16-án született Fehér vármegyében, Nádasladányban. Neve 1890-ig Mentler Flóris Géza, volt.
1889-ben belépett a ciszterci rendbe, 1895-ben pappá szentelték, természetrajz-földrajz-magyar nyelv és irodalom szakos tanári oklevelet szerzett és doktorált. Ezután 1898-tól székesfehérvári, majd 1902-től bajai, 1904-től 1915-ig egri gimnáziumi (Dobó István Gimnázium) tanár.
Több, 19. század eleji írókról szóló tanulmánya jelent meg. Több tankönyvet is írt a gimnáziumok és polgári iskolák számára.
Zircen, 1915 november 3-án, 43 évesen érte a halál.

## Főbb művei
- Vörösmarty és kora (Baja, 1900)
- A modern dráma (Eger, 1905)
- A tékozló fiú (zenés színdarab, Budapest, 1905)
- 1906 A magyar nyelvtan mondattani alapon. A középiskolák 1., 2. osztály számára 1-2. kötet Acsay Istvánnal és Bartha Györggyel. Budapest, 1907-09. Ugyanaz a polgári iskolák 1-2. osztálya számára 1-2. kötet Ugyanazokkal. Ugyanott, 1907-09.
- Pyrker és a magyar írók (Eger, 1908)
- A Balaton költészete. Eger, 1910. - Verseghy Ferenc kisebb költeményei. Kiadta Császár Elemérrel.
- Hajótörés. Színmű 3 felvonásban  (Budapest, 1910)